# Membrey
Membrey és un municipi francès situat al departament de l'Alt Saona i a la regió de Borgonya - Franc Comtat. L'any 2007 tenia 240 habitants.

## Demografia

### Població
El 2007 la població de fet de Membrey era de 240 persones. Hi havia 96 famílies, de les quals 34 eren unipersonals (17 homes vivint sols i 17 dones vivint soles), 29 parelles sense fills, 29 parelles amb fills i 4 famílies monoparentals amb fills.
La població ha evolucionat segons el següent gràfic:
Habitants censats

### Habitatges
El 2007 hi havia 124 habitatges, 102 eren l'habitatge principal de la família, 15 eren segones residències i 7 estaven desocupats. 118 eren cases i 3 eren apartaments. Dels 102 habitatges principals, 84 estaven ocupats pels seus propietaris, 14 estaven llogats i ocupats pels llogaters i 4 estaven cedits a títol gratuït; 2 tenien dues cambres, 13 en tenien tres, 24 en tenien quatre i 63 en tenien cinc o més. 69 habitatges disposaven pel capbaix d'una plaça de pàrquing. A 39 habitatges hi havia un automòbil i a 52 n'hi havia dos o més.

### Piràmide de població
La piràmide de població per edats i sexe el 2009 era:
| Homes | Edats   | Dones |
| ----- | ------- | ----- |
| 0     | 95 o +  | 0     |
| 0     | 90 a 94 | 4     |
| 4     | 85 a 89 | 0     |
| 0     | 80 a 84 | 4     |
| 4     | 75 a 79 | 0     |
| 4     | 70 a 74 | 20    |
| 4     | 65 a 69 | 8     |
| 4     | 60 a 64 | 0     |
| 8     | 55 a 59 | 0     |
| 20    | 50 a 54 | 16    |
| 4     | 45 a 49 | 20    |
| 4     | 40 a 44 | 0     |
| 4     | 35 a 39 | 0     |
| 12    | 30 a 34 | 8     |
| 4     | 25 a 29 | 4     |
| 4     | 20 a 24 | 8     |
| 0     | 15 a 19 | 8     |
| 0     | 10 a 14 | 8     |
| 0     | 5 a 9   | 0     |
| 12    | 0 a 4   | 0     |

## Economia
El 2007 la població en edat de treballar era de 155 persones, 103 eren actives i 52 eren inactives. De les 103 persones actives 98 estaven ocupades (56 homes i 42 dones) i 5 estaven aturades (1 home i 4 dones). De les 52 persones inactives 14 estaven jubilades, 23 estaven estudiant i 15 estaven classificades com a «altres inactius».

### Ingressos
El 2009 a Membrey hi havia 98 unitats fiscals que integraven 220 persones, la mediana anual d'ingressos fiscals per persona era de 17.556 €.

### Activitats econòmiques
Dels 6 establiments que hi havia el 2007, 1 era d'una empresa de construcció, 1 d'una empresa de comerç i reparació d'automòbils, 1 d'una empresa d'hostatgeria i restauració, 1 d'una empresa de serveis i 2 d'empreses classificades com a «altres activitats de serveis».
Dels 2 establiments de servei als particulars que hi havia el 2009, 1 era una perruqueria i 1 restaurant.
L'únic establiment comercial que hi havia el 2009 era una adrogueria.
L'any 2000 a Membrey hi havia 5 explotacions agrícoles.

## Equipaments sanitaris i escolars
El 2009 hi havia una escola elemental integrada dins d'un grup escolar amb les comunes properes formant una escola dispersa.

## Poblacions més properes
El següent diagrama mostra les poblacions més properes.